# 반한 감정
| 나라           | 긍정적 | 부정적 | 중립 | 편차 |
| -------------- | ------ | ------ | ---- | ---- |
| 중화인민공화국 | 25%    | 71%    | 2    | −46  |
| 독일           | 11%    | 32%    | 57   | −21  |
| 스페인         | 24%    | 42%    | 34   | −18  |
| 브라질         | 36%    | 46%    | 18   | −10  |
| 멕시코         | 36%    | 42%    | 22   | −6   |
| 그리스         | 24%    | 29%    | 47   | −5   |
| 파키스탄       | 19%    | 22%    | 59   | −3   |
| 인도           | 27%    | 28%    | 45   | −1   |
| 페루           | 37%    | 37%    | 26   | 0    |
| 케냐           | 34%    | 34%    | 32   | 0    |
| 프랑스         | 45%    | 44%    | 11   | 1    |
| 튀르키예       | 39%    | 33%    | 28   | 6    |
| 나이지리아     | 44%    | 34%    | 22   | 10   |
| 캐나다         | 47%    | 36%    | 17   | 11   |
| 영국           | 52%    | 40%    | 8    | 12   |
| 러시아         | 32%    | 20%    | 48   | 12   |
| 인도네시아     | 37%    | 23%    | 40   | 14   |
| 미국           | 51%    | 33%    | 16   | 18   |
| 오스트레일리아 | 61%    | 24%    | 15   | 37   |

| 나라           | 긍정적 | 부정적 | 중립 | 편차 |
| -------------- | ------ | ------ | ---- | ---- |
| 독일           | 24%    | 59%    | 17   | -35  |
| 스페인         | 21%    | 50%    | 29   | -29  |
| 일본           | 13%    | 37%    | 50   | -24  |
| 멕시코         | 22%    | 41%    | 37   | -19  |
| 칠레           | 21%    | 40%    | 39   | -19  |
| 이스라엘       | 11%    | 25%    | 64   | -14  |
| 브라질         | 32%    | 41%    | 27   | -9   |
| 프랑스         | 42%    | 46%    | 12   | -4   |
| 페루           | 32%    | 35%    | 33   | -3   |
| 영국           | 45%    | 45%    | 10   | 0    |
| 인도           | 30%    | 23%    | 47   | 7    |
| 케냐           | 36%    | 28%    | 36   | 8    |
| 중화인민공화국 | 40%    | 32%    | 28   | 8    |
| 파키스탄       | 31%    | 23%    | 46   | 8    |
| 캐나다         | 48%    | 39%    | 13   | 9    |
| 나이지리아     | 46%    | 36%    | 18   | 10   |
| 러시아         | 35%    | 23%    | 42   | 12   |
| 튀르키예       | 38%    | 22%    | 40   | 18   |
| 인도네시아     | 48%    | 27%    | 25   | 21   |
| 미국           | 55%    | 34%    | 11   | 21   |
| 오스트레일리아 | 62%    | 27%    | 11   | 35   |
| 대한민국       | 68%    | 26%    | 6    | 42   |
| 가나           | 63%    | 16%    | 21   | 47   |

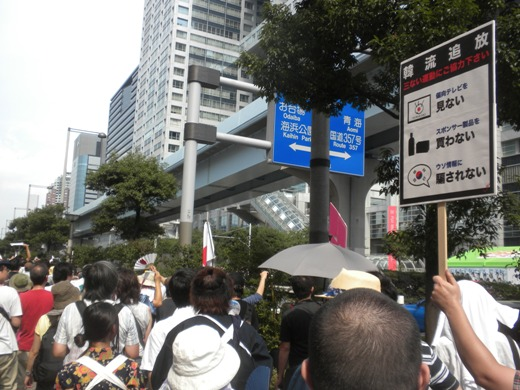

반한 감정(反韓感情)이란 한국 문화·한국인 등을 싫어하는 감정으로, 한반도의 지정학적 위치상 많은 충돌이 있었던 주변국(일본 및 중국 등)과의 사이의 전통적인 감정적 마찰과 더불어 근대 이후 서구의 여러 나라와 교류를 시작하면서 생긴 문화적 편견이나 오해 때문에 발생한 한국을 싫어하는 감정이다. 근래에는 대한민국의 경제적 발전과 더불어 국내에 유입된 개발도상국 국가 출신의 이주민들에 대한 차별 등 복합적인 이유에서 온 것도 있으나 와패니즈나 일본의 혐한세력들이 날조해 외국에 퍼뜨려서 오해를 사는 경우도 굉장히 많다. 한국(대한민국이든 조선민주주의인민공화국이든)을 상대로 한 반한 감정은 전 세계적으로 다른 국가에 대한 반 국가 감정보다 강한 것으로 정리된다.
위 통계표는 대한민국만을 통계하는 자료이다. 참고로 BBC 측에서 주요 20여개국에서 약 2만여명(각국당 약 1천 명 내외)이 참여한 것이며, 참고만 하면 된다. 반한과 혐한은 비슷하지만 약간 다른 것이다. 저 위 통계자료를 보면 예시로 2014년 조사에서 독일은 유럽에서 한국을 가장 부정적(59%)으로 평가하지만 1000명 중 약 590여 명만 부정적인 것이지 인구 전체의 비율이 아닌 것이다. 프랑스 역시 46%가 부정적이지만 1000명 중 약 460여 명이 부정적인 것으로 보면 된다.

## 용어
일본에서는 혐한(嫌韓)이라는 용어가 반한 감정의 대표적인 용어로 널리 쓰이고 있으며, 1990년대 중반 무렵부터 사용되기 시작하였다. 그 외에도 반한(反韓), 염한(厭韓), 멸한(蔑韓), 증한(憎韓), 이한(離韓), 정한(征韓), 망한(亡韓)등 다양한 용어가 반한 감정의 맥락에서 쓰이고 있다. 중국에서는 반한정서(反韓情緒) 또는 반한주의(反韓主義) 등의 말을 쓰고 있다.
일본어 위키백과 설명에 따르면, 혐한이란 용어는 적극적인 반대보다는 소극적인 혐오감을 표현하는 말이며, 이 자체가 한국이란 나라는 진지하게 반대할 만큼, 대단한 나라가 아니라는 멸시의 의미가 들어가 있는 것이기도 하다.

## 동아시아

### 일본에서의 반한 감정

#### 전근대 일본
일본에서의 굴절된 한반도 인식은 고대 사서인 일본서기의 기술로부터 시작된다. 분립했던 여러 소국들을 통합하여 성립된 야마토가 편찬한 일본서기는 왕권의 강화 및 안정화의 목적으로 천황가의 초기가계를 조작하고 대외적인 위신을 높이기 위해 당시 한반도 국가들과 야마토와의 관계를 매우 왜곡되게 기술하였다.
그 때문에, 야마토와의 관계가 좋지 않았던 신라에 대해 신공왕후의 삼한 정벌 전설을 비롯 백제·가야 심지어 고구려에 이르기까지 한반도의 국가들은 시종일관 야마토에 조공을 바치거나, 원조를 요청해 오는 종속국으로 그려 놓았다.
660년 백제가 멸망하자 이와 긴밀한 관계를 맺고 있었던 야마토가 백제부흥군을 지원하기 위해 군사를 보냈으나, 백강구 전투에서 나당연합군에게 대패하였다. 이후에 신라와 일본 양국은 사신을 주고 받는 등 외교적 관계를 회복하였으나, 일본은 신라를 자주 업신어기려 들었다. 특히 속일본기의 고마로 쟁장 사건
과 같은 역사 조작을 통하여 반신라 감정을 표출하기도 하였는데, 중국 혹은 신라측의 사서에서 일언반구의 언급도 없다.
조선 시대에 이르러, 일본 내 반한 감정은 다시 점화되었다. 1592년 도요토미 히데요시는 임진왜란을 일으켜 조선을 대대적으로 침공하였는데, 이 과정에서 김시민 등의 조선 장수에게 당한 패배에 대한 반발 심리를 기반으로 만든 가부키 공연이 나타나기도 하였다.
1609년 조선과 일본이 외교관계를 회복한 이후, 12차례의 조선통신사가 에도 막부의 요청에 따라 파견되었다. 그러나 18세기 후반부터 일본 내 지식인을 중심으로 국수적 풍조가 유행하게 되었고, 곧 조선통신사 초청 반대 움직임으로도 이어지게 되었다. 이와 더불어 통신사 요청에 따른 비용 문제가 대두되어 1810년을 마지막으로 일본은 통신사를 요청하지 않게 되었다.

#### 근대 일본
메이지 유신으로 일본이 근대국가로 발돋움하자, 후쿠자와 유키치 등의 탈아입구 사상에 따라 그때까지 대등한 이웃나라였던 조선과 중국에 대한 일본인의 인식은 서양인에 대한 열등감이 변질된 우월의식과 멸시감으로 변질되었다. 메이지 신정부의 국서에 대해 전통적 의례절차를 들어 이를 거부했던 조선에 대해 일찍이 사이고 다카모리 등이 정한론을 제기한 바 있으나, 정부의 주류는 일본의 국력이 아직 모자라다는 이유로 이를 받아들이지 않았다.
청일전쟁과 러일전쟁으로 동아시아의 전통적 패권국인 중국과 동유럽 강국인 러시아를 물리쳤다는 자부심에 넘친 일본은 기존의 서양 모방에서 한 발 더 나아가 야마토 민족의 우수함을 선전하기 위한 목적으로 열등한 조선인과 중국인 상을 조작하여 부각하는데 열심이었다.
1910년 한일 병합 이후 대한제국이 일본 제국의 식민지가 되었고,  통치가 실시되었다. 일본인은 한국의 문화를 야만적인 것으로 규정하고 근대화를 명분으로 탄압을 자행하였다. 3·1 운동에서 한국인의 강한 저항에 부딪힌 일본은 문화 통치를 실시하여 탄압 대신 왜곡된 한국관을 심으려 하였다. 그리고 이를 내세워 한국인의 정체성, 역사, 문화를 철저히 없애고자 하였다.
일본인의 재일 조선인에 대한 반한 감정은 간토 대지진 이후 일어난 관동 대학살 사건에서 여실히 나타난다. 당시 재난으로 민심이 흉흉해지자 일본의 내각은 돌파구가 필요했고, 그 결과 한국인이 폭동을 일으켰다는 유언비어를 조작해 반한 감정을 들끓게 하여 대중의 관심을 다른 곳으로 돌리고자 하였다. 이 사건으로 6,000명 이상의 한국인이 학살되었다.

#### 현대 일본
1980년대 중반부터 대한민국에 대한 비판은 진보진영 주도하의 군사독재에 대한 비판에서, 우파 진영에 의한 민족주의적 비판으로 바뀌었다.
이 시기에 등장한 자유주의 사관(自由主義史観)은 그 때까지 일본 내에서 주류적인 역사관이었던 “한국은 일본 군국주의의 희생자이며, 피해자”라고 보는 풍조에 대한 반발을 보였으며, 한국에 대한 강한 반감·경멸심을 가지는 일본인을 증가시키는 영향을 주었다. 동시에 한국인의 반일 감정도 동반 상승시키는 효과도 가져다 주었다. 즉 혐한과 반일이 상호 영향을 주는 관계가 된 것이다.
한편, 조선민주주의인민공화국의 일본인 납치 사건을 통하여 많은 일본인들은 한일관계에서 한민족은 피해자이고, 일본인은 가해자라는 종래의 인식의 굴레에서 벗어나, 한민족을 가해자, 일본인을 피해자로 바꾸는 계기를 마련하였다. 납치 피해자 중 요코타 메구미가 언론에 집중적으로 부각되어 일본인들의 공분을 자아내게 했고, 이후 종래의 수세적인 입장에서의 혐한에서 공격적인 혐한으로 전환되었다.
최근에는 오랫동안 진전이 없던 독도 영유권 문제에 대하여 사쿠라이 마코토와 같은 일본 내 우익 단체를 중심으로 혐한 분위기를 이끌어 내려는 시도가 잦아지고 있으며, 일부 우익단체를 중심으로 역사 왜곡 문제가 대두되어 대한민국을 위시한 주변 국가들을 폄훼하는 분위기가 형성되기도 하였다.
1990년대 후반 이후, 일본에서 “혐한”이라고 하는 감정과 행동은 그 말과 함께 인터넷의 보급을 계기로 크게 퍼지기 시작하였다. 이것은 오프라인 미디어에서는 제한적으로밖에 접할 수 없었던 대한민국·한국인·한국 문화에 대한 혐오감을 담은 정보를 인터넷과 익명성이라는 도구와 조건을 통해 자유롭게 가공하고 접할 수 있게 되었기 때문이다. 특히 익명성을 특징으로 하는 일본 최대의 사이트인 2채널은 그런 정보들을 대량 생산·유통시키는 곳으로 널리 알려져 있으며, 일본인의 혐한 배설구 역할을 하고 있다.
또한 일본에서 한류 (문화) 열풍이 일어나자 이에 반발하는 시각이 생겨났으며, 한류를 깎아내리려는 언론의 시도가 간혹 있었다. 혐한류와 같은 만화에서도 반한 감정이 드러나기도 한다. 일본의 혐한들은 유튜브에서 한국을 모욕하는 비디오를 제작해 타국에 반한 감정을 퍼뜨리거나 한국의 특정한 선수를 지목해 왜곡 동영상을 퍼트리고 있다.
일본에서는 "동조선"(東朝鮮, ひがしちょうせん) 이라는 자국 멸칭이 있는데, 이는 일본이 경제 체제나 외교적 대우를 받는 것은 남한, 정치는 북한과 같은 국가라는 의미를 가지고 있어 자국을 한국과 함께 멸시하는 것이기도 하다.
2019년에는 "한국인이 슈리성을 방화하였다"는 내용의 혐한 SNS 게시글이 확산되었다.

### 중국
중화인민공화국에서의 반한 감정은 대체적으로 1990년대 대한민국과 중화인민공화국의 수교 이후에 심화되는 경향을 보인다.
주로 스포츠 등 사회/문화 분야의 이해 갈등에서 발생하는 경우가 많으며, 특히 공한증은 반한 감정의 상징이 되었다. 2002년 대한민국 축구 국가대표팀이 2002년 FIFA 월드컵 4강에 진출하자 중화인민공화국은 이와 아무런 관련이 없었음에도 관영 CCTV에서 공개적으로 대한민국 축구 국가대표팀의 4강은 심판의 도움이라고 폄훼하였으며, 이에 따른 반한감정이 잠시 득세하기도 하였다.
또한 중화인민공화국에서 개최된 2008년 하계 올림픽의 개막 행사는 언론에게만 비공식적으로 공개하였는데, 대한민국의 SBS(서울방송)가 이를 뉴스에 미리 보도하면서 반한 감정이 들끓기도 하였다.
중국의 반한 감정은 동북공정의 영향이나 한국 기원설의 영향 때문에 이루어지기도 한다. 2005년 대한민국이 강릉 단오제를 유네스코 세계무형문화유산에 등재시키는 것을 계기로 중화인민공화국은 이를 자문화에 대한 침탈로 간주하면서 반한 감정이 들끓게 되었다. 이에 대해 대한민국에서는 강릉 단오제 자체만을 등재 하였을 뿐 단오 자체를 한국의 세계무형유산으로 등록시킨 것은 아니라고 하였다. 그러나 이 후에도 중화권내 언론사의 보도와 근거없는 한국 원조론이 국내 여론에 널리 퍼지면서 반한 감정이 매우 격화되었다.
역사인식 차이에 있어서도 중국인의 반한론이 작용한다. 중국은 한국의 역사인 고구려와 발해를 자신의 영토라고 주장한다. 하지만, 한국의 심한 반발에 중국은 중국인들에게 잘못된 역사관을 심었고 이는 중국인들이 “한국은 역사왜곡을 하는 나라”라고 생각하게 만드는 계기가 되었다. 따라서 중국인의 잘못된 역사인식으로 인한 반한 감정이 고조되기도 한다.
2009년에는 한국인을 향한 반감의 영향으로 역사 왜곡을 저지르기도 했다. 난징 대학살 당시 일본군 중 상당수가 일본인이 아닌 한국인이었다는 유언비어가 유포된 바 있다.
반대로 한국인의 반중 영향으로 반한 감정을 가지는 경우도 있다.
2015년부터 대두된 한국의 미국 사드 배치 논란으로 중국에서 지금까지 가장 큰 반한 감정이 표출되었다. 한국에 미군 사드배치가 결정되자 2017년 중국은 일명 “사드보복”이라 불리는 경제적 압박을 한국에 가하게 된다. 중국에서 한국 기업들에 대한 무차별 탄압, 한국 제품들 훼손 등을 하였고, 한국인들에 대한 혐한 정서가 SNS를 통해 퍼져 나갔다. 이로 인해 한국의 가장 큰 수출국이자 수입국인 중국의 경제적 압박으로 한국 경제는 2017년 타격을 입었다. 2010년대 이후 한국을 방문하는 외국인 관광객 수의 절반 이상을 차지하던 중국인 관광객 수가 급격히 줄어들었다. 또한, 어린이들에게 한국에 대해 좋지 않은 반한 정서를 심는 영상을 선전하는 등 매우 심한 혐한 행위를 보여주었다. 특히, 중국 고위 외교관은 “미국만 아니었음 한국은 진작에 손봤을 나라”라고 발언하여 한국인들을 경악하게 만들었다. 현재는 이러한 사드보복이 완화되었긴 하지만, 아직도 중국인들의 혐한 정서는 나아졌다고 보기 힘들다.
2018 평창동계올림픽 당시 여자 쇼트트랙 경기 중 중국 선수들이 줄줄이 실격을 당하고 한국 선수들이 메달들을 수여받았다. 이 사건으로 수 많은 중국인들이 SNS에서 “2022 베이징 동계올림픽에서 보자”는 보복식의 글들을 퍼트렸고, 네이버 등 한국 포탈사이트에 수 많은 중국인들이 가입하자 한국 기사 댓글란에 중국어로 한국을 비판하고 멸시하는 댓글들이 달렸다.
한국에서 활동하는 중국인 장위안은 2024년 "한국인 조상은 중국인" 이라는 망언을 하기도 했다.
이런 영향 등으로 중국에는 서조선(西朝鲜) 이라는 단어가 만들어졌는데, 이는 자국의 정권이 매우 폐쇄적이고 탄압적임은 북한에서, 인터넷 검열이 남한에서 먼저 시작되었다는 것을 착안하여 만들어진 낱말이기도 하다.
한편, 틱톡과 같은 미디어의 등장으로 혐한 미디어가 중국에서 쏟아지기 시작했다. 서경덕 교수는 열등감 및 비뚤어진 중화사상이라고 평가하였다.

### 대만
대만의 반한 감정은 대한민국과 대만의 단교 이전인 1980년대부터 형성되어 있었다는 주장과, 1992년 대만과의 단교로 인해 형성되었다는 것이 공존한다.
1980년대 당시 대만은 한국을 경제적인 라이벌로 생각해왔는데, 이 과정에서 약간의 적개심을 보이기도 했다. 대만 내 정치, 사회, 언론 등에서 본인의 이득을 위해 반한 감정을 조성하기도 했다. 또 한국산 프리깃함을 수입했다는 이유만으로 대만 내 많은 계층에서 반발이 일어난 사건도 존재했다.
1992년 한국이 대만과의 단교를 한 이후로는 이것이 가장 직접적인 반한 감정 폭발의 원인으로 지목되기도 한다. 2020년대가 되어서도 대만은 '한국의 적'으로 인식되는 일본을 향해 친밀한 성향을 보이고, 반한 성향이 짙다. 한국인에 대한 증오범죄도 존재하여 한국인들 사이에서는 대만 여행을 가는 것에 논쟁이 일어나기도 했다.
또한 정치적 목적으로 한국과의 관계가 등장하기도 하는데, 국민당과 민주진보당이 서로 공격을 할 때 한국과 관련된 광고가 송출되기도 하였다. 해당 광고의 내용은 "한국에 이익을 주는 정치인을 뽑지 맙시다" 라는 내용으로, 프로파간다적인 성향이 강하다.
2010년 아시안 게임에서 중화민국의 태권도 선수인 양수쥔이 실격패를 당하자 제대로 된 원인 분석 없이 뜬금없이 한국을 비난하며 반한 시위가 발생하였다. 당시 반한 감정이 매우 심각하게 격화되어 타이베이에 거주하는 한국인 개인들에게까지 보복 행위를 하였다. 예로 대만 국민들은 태극기를 불태우고 심지어는 대만 내 한국인 학교를 테러 하는 등 극단적인 반한 행동을 보였고, 후에 이 사태의 원인이 된 경기를 치룬 양수쥔선수는 한국인들에게 대만인들을 대신해 사과한다는 말을 하였다고 했으나, 이후 해당 기사를 내보낸 SBS가 일부만 잘라 보도한 것이라고 주장되기도 했다.
이 사건에서 민간에서는 혐한 시위가 계속되었고, 한국산 라면을 부수거나, 삼성의 모니터를 망치로 부수는 행위를 하거나, 태극기를 바퀴벌레와 배설물 모양으로 편집해 출력하여 밟고 불태우는 행보를 보이기도 했다. 더불어 정치계에서도 혐한 감정이 이용되었는데, 한국인을 향한 혐오발언을 쏟아냈다. 대표적으로 대만 전 보건복지부장관 양쯔량은 "한국인을 칼로 찌르고 싶지만 대만 사회는 이성적이기 때문에 법을 지켜야 한다"고 발언하였다. 해당 사건 이후, 한국인은 대만에서 태권도 도장을 운영할 수 없다는 법이 제정되었다.
한국 평창군에서 열린 2018년 동계 올림픽 당시 대만인들이 한국 선수들을 향해 "비신사적인 플레이", "한국인은 치사하다" 등을 말하는 것을 다룬 기사가 한겨레에서 보도되었다. 대만인들은 한국 선수들이 경기 중 과도한 승부욕을 갖고 있으며, 이기기 위해 반칙과 부정행위도 가리지 않는다고 생각한다. 한겨레의 기사에서는 대만인들 생각 속에서 한국 선수들은 '반드시 타도해야 할 대상'으로 보고 있다고 보도했다.
2022년에는 중국동방항공 5735편 추락 사고를 보도할 때 한국의 항공사인 아시아나항공의 기체 모형을 사용하여 공분을 샀다. 또한 코로나바이러스감염증-19의 유행 당시 대한민국의 국기에 바이러스 사진을 합성한 채 보도하기도 했다.
2024년에는 대만 문화부장관이 K-pop과 한류의 쇠퇴를 두고 "한류는 쇠퇴 중이며 이제는 대만류가 뜰 것" 이라고 주장하였다.
2025년 4월 한국인 유학생을 향한 흉기 피습 사건이 일어나기도 했다.
대만의 기업인 폭스콘의 회장 궈타이밍은 일본의 전자업체 샤프 와의 회담 중 "나는 일본인을 매우 존중한다. 일본인은 절대 뒤에서 칼을 꽂지 않는다. 하지만 가오리방쯔(한국인을 지칭하는 비하 발언)는 뒤에서 칼 꽂는다. 하지만 일본인은 그렇지 않으니 삼성을 이길 수 있을 것이다" 라고 발언한 바 있다.

## 동남아시아
동남아시아 지역의 반한 감정은 공통적으로 성매매가 원인인 것으로 이해되기도 한다.

### 필리핀
필리핀에서도 반한 감정은 매우 거세다. 한국인이 필리핀에서 총격을 맞은 사건에, "분명히 그럴만한 이유가 있을 것이다" 라는 인식이 존재한다. 이것은 주로 민폐를 저지르는 관광 한국인, '어글리 코리안' 문제 때문이다. 문화적 가치를 무시하는 등의 또한 조폭 등 수배범 도피처가 필리핀이기도 하기에, 필리핀에서 한국인의 스테레오타입으로 '조직폭력배', '범죄자'와 같은 인식이 퍼졌다.
2020년 9월 경 SNS와 같은 매체에서 한국에 반대하는 태그인 CancelKorea 운동이 전개되었다. 원인은 한 인터넷 스타의 문신 때문이었는데, 욱일기와 비슷한 형상이었기 때문이었다. 한국인들은 해당 인터넷 스타에게 욕설과 필리핀에 대한 모욕을 서슴없이 했고 이 사건으로 인해 필리핀 뿐만 아니라, 다른 국적의 사람들도 한국에 대해 안좋았던 일을 공유하는 경우가 있어 반한 감정이 극대화되기도 했다. 이것은 인종차별 발언을 한 명백한 한국인들의 잘못으로 판단되기도 했다.
필리핀 내에서 한국인들만을 위한 시설물 때문에 필리핀인들이 역으로 인종차별을 당한다고 느꼈으며, 레딧 등의 인터넷 커뮤니티 사이트에서도 이러한 사정을 알리기도 하였다.

### 베트남
베트남은 자국인 며느리를 가지고 착취하여 돈을 갈취하는 이유로 반한 감정이 일게 된다. 더욱이 코로나19 범유행 이슈와 연계되어 한국을 일본이나 북한보다도 더 경멸스럽게 하는 국가로 취급하고 있어, 위에 있는 국가인 북한보다도 못하고 있는 나라로 인식되는 경우도 있다. 또한 1969년에 발발된 베트남 전쟁에 참전하여 파병시킨 용사들이 전쟁을 치르는 과정상 베트남 내 자국인 피해자가 증가되면서 이에 따른 피해와 관련된 이슈 때문에 그렇기도 하다. 태국과 함께 성매매 여행을 떠나는 한국인들에 의해 피해를 받기도 하여 한국인들을 싫어하기도 한다.
베트남의 한국에 대한 국민 감정은 무시와 비슷했다. "그들은 중국과 일본은 전통적인 강국이었으나, 한국은 세계에서 가장 가난한 나라였음에도, 미국의 가호로 인하여 선진국이 된 약소국"이라는 문화 갈등적 인식이 있었으나 박항서 감독 등의 활동으로 그러한 감정이 희석된 상태였다.
코로나바이러스감염증-19의 유행으로 한국에 대한 반한 감정이 거세지기도 했다. 대표적으로 배우 최율이 택시를 타려 했으나 한국인을 승차 거부했다는 것을 SNS에 공유했다. "엘리베이터도 한국인 타고 있으면 안 타고, 거리에서 한국인 지나가면 욕을 한다" 하고 회고하기도 했다. 또, 한국인 격리 중 지급됐던 바인 미를 "빵 조각"이라고 지칭한 한국인의 말이 뉴스를 통해 보도되었으며, 그에 대해 반한 감정이 크게 일기도 했다.
그 외 한국인의 베트남인을 대상으로 한 성 범죄 등으로, 한국인에 대한 인식이 매우 나쁜 것으로 조사되었다.

### 라오스
2018년 당시 SK건설의 과실에 의해 발생시킨 댐 관련 붕괴 사고의 여파로 인해 반한 감정이 일시적으로 일어나고 있는 경우도 있다.

### 태국
2004년에는 태국에서 한국의 대한항공에 대한 협박을 가하기도 하였다. 이들은 대한민국에서 외국인 노동자에 대한 사건들에 반발하여 생긴 반한 단체인 "아키아"(AKIA) 라는 단체이다.
2012년에는 블락비의 태국의 홍수 피해를 희화화했다는 사건이 전해지자 더더욱 반한 감정이 거세지기도 했다. 또한, 태국으로 성매매 여행을 떠나는 한국인들 때문에 사생아들이 많아져 반한 감정이 생기기도 했다.
2014년 아시안 게임 남자축구에서 태국이 2-0으로 패한 적이 있었는데, 태국 축구팬들은 한국이 심판의 편파 판정 때문에 패널티킥을 얻었다고 비난했다. 한국 선수단의 머리에 발 사진을 올려놓는 사진 등이 유행하기도 했다. 그런데 태국에서 사람의 머리 위에 발을 올려두는 행위는 모욕의 행위이다. 더불어 대한축구협회와 K리그 공식 페이스북 게시물에 "한국 선수들이 페어플레이를 하지 않았다", "한국이 부정행위를 통해 이겼다"는 등의 악성 댓글을 달았다. 자신의 SNS 계정을 통해 태극기를 불태우거나 태극기에 욕설 그림을 합성하고, 심지어는 실제 배설물을 태극기 위에 올려놓은 사진을 올리기도 하였다. 또한 한국의 시내 보도블록이 태국의 국기와 배색이 같아 한국인들이 태국 국기를 짓밟고 가도록 도시가 설계되어 있다고 이야기하며, 반한 감정의 불씨를 키웠다.
2015년에는 한국의 몰상식한 관광객들이 태국 여론을 나쁘게 만든다는 내용의 기사가 보도되었다.
2023년 7월, 태국의 심판이 17세 이하 한일전에서 일본 대표팀에게 유리하고 편향적인 심판을 내려 패배하기도 했다. 한국에서는 이러한 모습을 보고 "일본에 진 게 아니라 심판에 졌다" 라고 표현하기도 했다. 또 한국에서 무분별하게 성적인 목적으로 관광을 하는 사람들에 의해 반한 감정이 생기기도 한다. 한 한국인 유튜버가 태국에서 한 태국인 여성 인플루언서에게 성희롱 등 모욕적인 행동을 했으며 이에 해당 인플루언서는 자신이 당한 일들을 정리하여 공유하기도 했다.
2024년에는 한국에서 태국인 입국 불허 이야기를 통해 태국인들이 한국에 대한 적개심을 가지게 되었다. 한국에서는 태국인에 대한 좋지 않은 시선을 가지고 있는데, 그 이유는 태국인들의 70~80%가 불법체류자였기 때문이었다. 이때문에 한국에서는 불법체류자를 막기 위한 태국인 입국 제한을 시도했으나, 태국에서는 한국에 대해 반한 시위를 하게 되었으며, 짤른 왕아나논 태국여행사협회 회장이 "한국이 태국 관광객들의 신뢰를 되찾는 데 최소 1∼2년이 걸릴 것" 그리고 "한국 여행 거부 운동이 일어나기 전 한국은 태국에서 3대 인기 여행지 중 하나였지만, 그런 시절은 끝났다" 라고 하기도 했다. 실제로 2023년에 비해 태국 관광객이 21.1% 줄어들었다.
매일경제신문은 2024년 11월 태국에서 반한 감정이 확산되고 있는 것을 보도했으며 한국을 찾는 태국 관광객이 줄어드는 반면 태국을 방문한 한국인의 수가 많다는 내용을 집필해 공개했다. 머니투데이에서도 태국의 혐한 기조가 나타난 이유로 한국의 전자여행허가제를 언급하였다. 그러나 태국인의 한국 불법체류는 태국에서도 심각한 수준으로 알려져 있으며, 태국 내에서도 무작정 반한 감정을 가지기보다는 태국인의 한국 불법체류 문제를 의식하자는 움직임을 보이기도 했다.
2025년 6월에는 태국의 SNS에 "한국 택시 기사를 조심해라" 라는 내용의 게시글이 수차례 유포되었고 많은 공감을 얻었다. 한국의 택시 기사가 태국의 여성에게 "돈 없으면 몸으로 떼워" 등으로 응수해 성희롱을 하는 것이 발견되었기 때문이다.

### 인도네시아
인도네시아에서는 주로 한국인들과 '랜덤 채팅'을 하던 도중 당하는 인종차별과, 일간베스트, 디시인사이드, 나무위키 등 한국 내에서 극우로 판단되는 세력들의 인도네시아에 대한 멸시에 대한 반감이 주가 되기도 한다.
때로는 문화 충격이 반한 감정을 일으키기도 한다. 인도네시아는 여러 종교가 존재하는 다종교 사회이지만, 인구의 80% 가량이 무슬림이다. 특히 K-POP에서 드러나는 선정성, 외모중시, 성형 문화 등이 자신들의 종교적 가치에 위배된다고 여기기도 한다. 예를 들어, 성형 문화의 경우 이슬람의 율법상 신을 믿지 않거나, 몸을 고치는 것은 금지되어 있으나 이것 모두 한국에서 활발하게 이루어지는 등 문화 충격으로 인한 혐오감을 만들어내는 경우가 있다.
한국에서는 인도네시아 사람들이 인종 학살이 일어난 적이 있다는 이유만으로 한국에서 인도네시아 사람들에 대한 차별이 정당화된다는 주장을 하기도 하여 인도네시아 사람들의 공분을 사기도 했다.
2020년 배드민턴을 소재로 한 드라마 라켓소년단이 방영되었는데, 그 드라마에서 인도네시아에 대한 묘사가 굉장히 인종차별적이고 왜곡되어있으며, 부정적인 묘사가 부각되었기 때문에 인도네시아에서 공분이 일었다. 해당 드라마에서 인도네시아는 한국 선수들을 이기기 위해, 경기일이 있기 전 한국 선수단을 질 나쁜 방에 묵도록 하는 등 온갖 편협한 수법을 사용하는 것으로 묘사되었다.

## 서아시아

### 이란
이란의 경우 위니아전자(구 대우일렉트로닉스, 이전 사명은 동부대우전자/위니아대우)가 대우일렉트로닉스 시절이었던 2006년 당시 이란에서 다야니와의 갈등이 외교 분쟁으로 이어지면서 이란 현지 지역 주민들이 일본과 비슷한 혐한 분위기를 가지고 있는 것으로 보인다. 더욱이 한국석유공사의 영국 측 자회사인 다나 석유공사에 소유하고 있는 주식까지 가압류를 처분하면서 이란에서 한국과 영국에 대한 반감이 동시에 나타나고 있는 것이 발각되기도 하였다.

## 남아시아

### 네팔
네팔의 정당 중 통일교를 믿고 있으며, "전 세계의 공용어가 한국어가 될 것이다" 라며 한국을 과도하게 추종하는 정당이 있고, 다른 한 정당은 조선민주주의인민공화국의 주체사상을 이념으로 두는 정당이 있는데, 이것은 각각 네팔가정당과 네팔 노동자농민당이다. 이 두 정당의 득세가 매우 큰 편이어서 대다수의 네팔 사람들은 이를 못마땅하게 여기고 있다. 그 때문에 반한 감정이 생기기도 한다.
한국에선 네팔이 히말라야 산맥에 있는 가난한 나라라고 알고 있으며, 이로 인해 한국 내 차별이 심하기도 하다. 인구가 3,000만 명이나 되고 국토 면적도 한반도 면적의 1.5배이며, 한국보다 작은 나라가 아니다. 중국이나 인도 같은 비교적 큰 나라 사이에 끼었기에 작아 보일 뿐 유럽에 있었으면 중간 정도는 가는 규모이기에 한국인들이 무시하는 것을 네팔 사람들은 정말 싫어하나, 한국인들이 인종차별적인 농담을 자주 하여 빈축을 사고 있다.
찬드라 쿠마리 구룽은 한국 때문에 인생이 망가지는 사고를 당했는데, 이로 인해 한동안 네팔에서 반한 감정이 크게 일기도 했다.

### 인도
인도에서는 2020년 5월, 코로나19 범유행 와중에 LG화학의 실수로 저질렀던 해당 공장 가스 누출 사고 여파로 인해 LG폴리머스 인도 현지 법인을 블랙기업으로 인식되면서 지역 주민들이 한국에 대한 반감이 온 것으로 보인다.
때로는 혐한 감정을 조장하기도 한다. 한국에서 인종차별을 당했다고 주장하는 유튜버가 큰 바이럴을 타 혐한 감정이 크게 퍼지기도 했다.

## 아프리카

### 마다가스카르
마다가스카르에서는 대우 로지스텍스가 마다가스카르의 농지를 구매했기 때문에 현지인들이 피해를 크게 보게 되었다. 그로 인해 국가적인 쿠데타가 일어날 정도였으며, 마다가스카르의 환경 오염이 가속화되는 결과를 낳았다. 이는 한국이 최초로 시행한 식민주의 정책이었기 때문에, 마다가스카르의 대통령은 정권 유지를 위해 한국을 주기적으로 비난하기도 했다. 마다가스카르는 아프리카 대륙에서 가장 한국을 싫어하는 국가이다.

### 에티오피아
에티오피아에서는 6.25 전쟁으로 비교적 한국에 우호적인 경향을 보였으나 사회주의 정권이 들어선 이후 대한민국에 부정적인 경향을 가지게 되었다.

## 아메리카

### 미국에서의 반한 감정

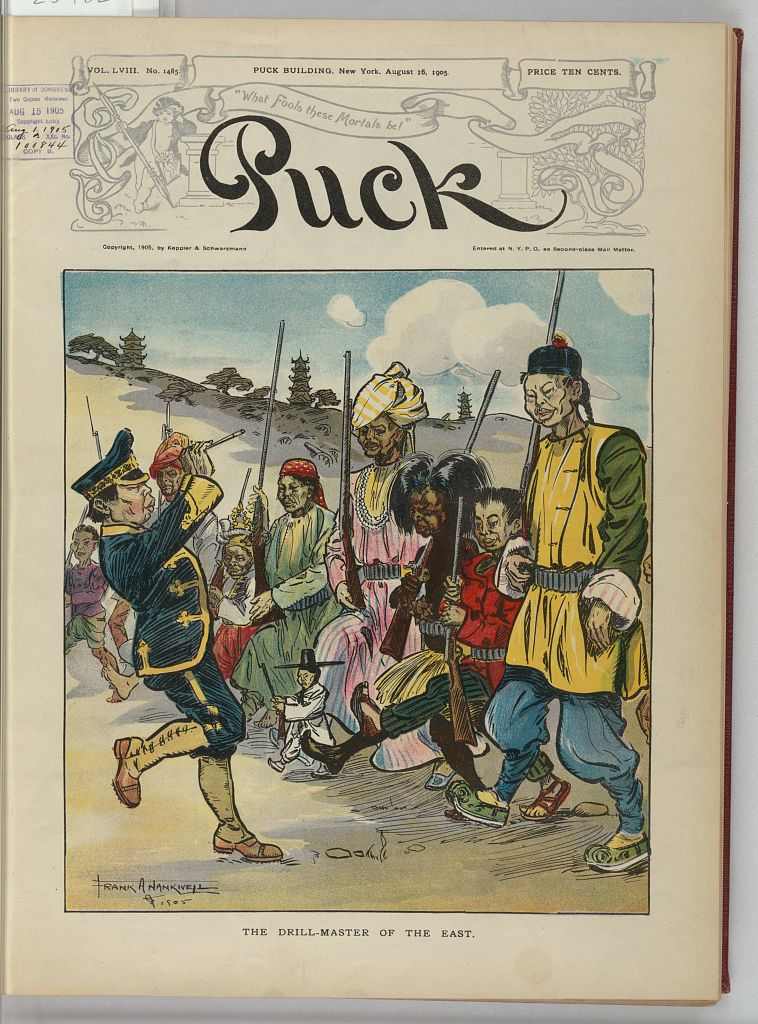
미국 퍽 잡지에 나온, 각 아시아계 국가를 보는 시선을 나타내는 삽화이다. 가운데 다른 민족들보다 심하게 작은 키를 가진 선비가 한국이다. 당시 한국에 대한 인식은 시어도어 루스벨트와 잭 런던과 같은 이들에 의해 "한국은 작고 약하며 한민족은 세계에서 가장 열등한 민족이고, 인간 구실을 하지 못하는 민족"이라는 인식이 널리 퍼져 있었다.

미국내의 반한 감정은 미국에서 역사가 길며 이는 1890년부터 시작된다. 1900년대, 시어도어 루스벨트는 가쓰라-태프트 밀약을 진행하였고, 자신의 수기에 한국인들을 향해 "중국인이나 일본인보다 판단 능력이 흐려 같은 수준에서 파악할 수 없다.", "한국은 동양의 모든 나라, 아니, 세상에서 가장 부패하고 무능한 정부의 나라이고 그 민족은 가장 문명이 뒤진 미개한 인종이다. 한국인은 자치에 전적으로 적합하지 않다." 라는 말을 남겼으며 당시 유명한 소설가였던 잭 런던은 한국인들을 "세계에서 가장 비효율적인 민족이며, 한국인들을 죽이고 싶게 만드는 욕구와 자살하고 싶은 욕구 사이에서 씨름하게 만드는 민족" 이라고 표현하였다. 또한 잭 런던 역시 시어도어 루스벨트와 비슷하게 '황색 위협'에서 "중국인들은 근면함의 상징이며 겁쟁이는 아니지만, 일본인들은 황인 국가들을 지도할 경우 몹시 위협적이다. 허나 한국인들은 무능력과 철저히 가치 없음의 대표적인 상징이다." 라고 발언한 기록이 있다.
'대한민국 국군의 아버지'라고 불리는 제임스 하우스만 역시 반한 감정이 가장 거센 사람 중 하나였다. 한강 인도교 폭파의 최종 명령자였으며, 한국인들을 향해 "사악한 놈들, 이놈들은 일본인들보다 더 악랄한 놈들이다" 라고 발언하며 한국인들을 혐오한 기록이 있다. 존 위컴 역시 한국인들을 향해 "이들의 지능은 들쥐와 같아 누가 리더가 되든 따를 것이며 민주주의에 적합하지 않다" 라며 한국인들에게 적개심을 가지는 발언이 다수 발견된다.
이후의 반한 감정은 조선민주주의인민공화국의 핵 개발 논란에서 비롯된 경우가 많다. 2002년 1월 29일, 미국의 대통령 조지 워커 부시는 조선민주주의인민공화국을 이란, 이라크와 함께 "악의 축"이라 명명하기도 하였다. 더불어 1980년대부터 아시아를 "악의 대륙" (Continent of Evil) 이라고 부르는 풍조가 더더욱 강해지면서, 아시아 자체를 싫어하다가 남북한 모두를 대상으로 반한 감정을 가지게 되는 경우도 많아졌다.
특히, 한국에는 개고기와 고양이고기 문화가 있다는 정보가 퍼져 더욱 혐오감을 가지기도 한다. 오늘날 미국에서 한국 하면 가장 먼저 떠오르는 것이 개고기이며 이를 이용한 개그는 여러 곳에서 발견된다. 또 여러 비정부 단체에 의해 한국의 동물 학대 및 도축 문화를 비판 및 항의하거나 일방적인 비난을 퍼붓는 사이트가 생겨나기도 했다.
이 밖에 미국에 거주하는 한인들의 인종 차별이 문제가 되기도 하였다. 특히 1992년 라타샤 할린스 살인사건으로 인한 로스앤젤레스 폭동에서 미국 흑인들이 한인을 습격하는 일이 발생하였고, 다른 인종이나 같은 아시아계 민족들에 비해 보호를 받지 못하는 것으로 보고되었다. 또한 아시아계 이민자 중에서는 한국계 이민자가 가장 임금을 적게 받으며 흑인 계통보다 빈곤한 계층으로 보고되었다. 미국 경찰들의 흑인들과, 아시아계 중 한인들에게만 가해지는 공권력 남용 역시 반한 감정에서 비롯된다.
이에 대해서는 여러 이유가 존재하지만, 과거 6.25전쟁 당시 아이들을 미국에 팔았으나, 이들을 시민권이 없는 채 하인으로 만든 후 나이가 들면 버리는 문화가 있었는데 한국과 미국에서 어느 두 곳 모두 시민권이 없는 사람들이 항의를 하자 "이제 와서 항의를 한다" 라며 이들의 요구를 무시하기도 했다. 더불어 이 사건으로 미국에서 반한 감정이 더 고조되기도 했다.
LA 폭동의 영향으로 '루프탑 코리안'에 대한 밈이 퍼지기도 했다. 한국의 조폭들은 가장 먼저 도망쳤으며, 그 결과 자경단을 꾸린 것을 두고 '루프탑 코리안'이라고 이름붙였는데, 아시아인들 중에서 가장 백인에게 충성적인 이들이라는 편견이 생기기도 했다. 그 결과, 아프리카계 미국인들이 한국계를 혐오하기도 했다.
버지니아 공대 총기 난사 사건의 영향으로, '김치에는 독성이 있다', '악의 축은 북한만이 아닌 남한도 있어야 한다', '한국을 폭격해야 한다' 등의 혐한 여론이 확산되었고, 한국과 한국 문화에 대한 다양한 루머가 퍼졌다.
LPGA에서 영어 사용 의무화를 시행했으나, 이것을 한국 출신 선수들에게만 공고한 것이 논란이 되었다. 이것은 브리티시 인베이전과 같이 문화적 입지가 흔들림에 따라 터져나온 반대 시위라는 평가가 있다. 그러나 LPGA에서 활동하는 한국 선수들이 미국 문화, 골프 예절, 그리고 규칙조차 무시하는 행동을 반복하여 논란이 일기도 했다.
2020년, 조지 플로이드 사망 사건으로 인해 LA 폭동과 비슷한 전개가 일어나자, 미국 대안우파 진영에서 'Rooftop Korean'이라는 유행이 번졌고, 이는 '나가사키 소총을 휘두르며 상점 옥상을 돌아다니는 화난 한국 상점 직원'이라는 뜻을 가지고 있다. 미국에서의 한국계에 대한 편견이 "언제나 백인의 편을 드는 인종차별주의자"가 되기도 했다. 이에 힘입어 '한국(남북 모두)은 인종차별이 세상에서 가장 심한 국가이다' 라는 이미지가 정착되기 시작하였다. 이러한 영향으로 인종차별에 대한 인권 관련 시위가 일어날 때 마다 '한국인들이 필요하다' 라는 것이 밈으로 소비되기 시작하였고, 다른 소수 인종에게도 한국인들이 백인을 무조건적으로 지지한다는 이미지가 퍼져버렸다.
미국 미디어에서 한국계 미국인으로 설정된 등장인물들은 대부분 갱단에 속한 사람들이거나 노숙자 등 범죄와 빈곤 계층에 속하거나 미개인(로스트 등)과 같이 묘사되었으나 2000년대 이후로는 한국인들을 마치 '악마와 가까운 사람들'로 묘사하기도 하였다. 데블스 에드버킷과 루시퍼 (드라마)등 여러 미국 문화콘텐츠 내의 악마들이 공용어로 한국어를 사용하는 설정이나 케이팝 데몬 헌터스처럼 한국인을 악마의 후손과 같은 모습으로 묘사하기 시작하였다. 반대로 여기서 주인공, 혹은 미국 국적의 인물은 신의 사자로서 악마 혹은 한국인들을 처벌하는 역할로 다수 등장하여, 문화콘텐츠학에서 마치 '무의식적 대상 상징화'를 하는 것으로 해석한다면 한국계나 한국계 미국인을 미국 내부의 처벌 대상으로 인식하고 있다는 결론이 나온다. 허나 이는 2002년 한일 월드컵 당시 활동하였던 붉은악마 공식 서포터즈 클럽 때문에 퍼진 인식이라는 해석 역시 존재한다.
또한 미국의 각종 미디어에서 오리엔탈리즘적인 세계관 및 그러한 관념이 투영된 미디어에 의해 왜곡되며 잘못된 정보가 확대 재생산되어 한국에 대한 혐오가 증가하는 것도 존재한다. 문화심리학자 한민은 자신의 저서 및 강의 등지에서 미국의 오리엔탈리즘에 대해 설명하였다. 먼저 오리엔탈리즘이란 '동양'이라는 대상을 자신이 소비하고 싶어하는 방향으로 소비하는 것이며, 그렇게 소비하는 형식을 "미개와 야만" 그리고 "환상과 신비" 라는 두 가지 요소로 요약하였다. 또 미국은 유럽과 다르게 중동이나 인도보다 동아시아를 '동양'으로 생각하는 경향이 있다. 이 과정에서 동아시아의 각 나라에 대한 이미지 및 환상이 형성되었는데, 이러한 투영은 다양한 문화매체 등에서 나타난다. 중국은 "심리적인 평화로움을 구축하며 정신적인 깨달음이 이루어지는 곳"(《뮬란》, 《쿵푸 팬더》, 《월드 오브 워크래프트: 판다리아의 안개》 등), 일본은 "환상적인 지역" 및 "미국을 경제적으로 위협할 국가"(《블레이드 러너》 등)라는 이미지가 있는 반면, 한국은 "가난과 빈곤의 상징, 질병과 더러움을 상징하는 곳"이 되었다고 하였다. 더불어 미국 매체의 오리엔탈리즘적인 한국에 대한 시선은 질병의 온상지 및 가난과 빈곤의 상징으로서 소비한다고 하며, 이로 인해 한국에 대한 왜곡되고 부정적인 정보를 확대 재생산한다며 비판했다. 또 "영화 《아웃브레이크》나 《월드워Z》 등에서 바이러스의 발원지는 한국으로 나타나며, 미국 드라마 《로스트》에서도 한국의 모습이 몹시 낙후된 것으로만 묘사되었다." 라고 하였다. 그리고 "할리우드 영화, 미국 드라마에서 남한은 악의 축으로 규정된 북한과 대치한 나라, 가부장적이고 권위주의적인 질서가 지배하는 나라, 더럽고 낙후되어 있는 나라, 그래서 온갖 전염병이 창궐해도 전혀 이질감이 없는 나라로 묘사된다"고 하였고 이어 "한국이 낙후되었으며 미개하다는 인상을 가지고 있는 이유는 한국 전쟁이라는 이미지 때문에 생긴 것이며, 미군이나 이민자들을 통해 처음 접하게 되었다. 한국이라는 나라가 오늘날까지 1950년대의 모습으로 각인되어있으며 그 도식이 깨어지지 못한 것이다" 라고 분석하였다.
과거 대한민국에 대한 반한 감정은 낮은 편에 속했으나, 시대가 지나면서 점점 강해지는 추세를 보인다. 특히 K-POP에 대한 감정은 그다지 좋지 않은 것으로 알려졌다. 하지만 이는 단순히 대한민국이 싫어서가 아니라, 브리티시 인베이전과 비슷한 사례로 볼 수 있다. 브리티시 인베이전 당시에도 미국에서 영국에 대한 감정이 나빠지기도 했다. 시간이 지나 코로나바이러스감염증-19의 확산 당시 신천지의 행동 때문에 해당 종교가 한국의 주력 종교라는 오해가 퍼졌으며, 한국인들에 대한 혐한이 확산되기도 했다. 미국은 기독교적 색채가 가장 강한 나라 중 하나이며, 미국인들에게는 이를 모욕했다는 것으로 받아들여진 것이다.
주로 미국인들은 한국인들을 향해 못마땅해하는 경향이 강하다. 한국은 미국의 승인이나 도움 없이는 아무것도 하지 못하기 때문에, 한국을 그들 자신의 식민지로 생각하는 경향이 강하다. 마이클 브린은 한국인들의 습성을 보고 "한국인들은 미국인들의 행동(반응)을 보고 배우는 것이 유익할 것이다. 한국인들은 자신들보다 미국인들이 더 친절하게 행동하는 것을 잘 알고 있다." 라는 말을 남기기도 했다. 또한, 미국에서는 한국인에 대한 스테레오타입이 "사소한 이익을 위해 자신들끼리 싸워 스스로 강대국에 붙어 분단된 멍청한 민족들" 이라는 인식이 있기 때문에, 한국인을 무시하기도 한다.
미국의 대안우파 세력들은 한국을 가장 싫어하는 나라로 뽑으며, 아일랜드, 폴란드와 함께 자주 비하 대상으로 선택되곤 한다. 대안우파들은 제국주의에 희생되어 식민지가 된 나라나 역사적으로 단 한 번도 다른 민족을 공격한 적이 없는 나라를 싫어하는데, 위 두 사항에 해당되며 미국 내 화이트 트래쉬 계층이었던 아일랜드와 달리 한국은 거기에서 황인계 국가, 그 중에서도 미국에서 가장 차별받는 황인계 국가이기 때문에 세계에서 가장 열등하다는 인식을 가지고 있기 때문이다.
반면 미국의 대안우파 유형 중 몇몇 사람들은 와패니즈들과 함께 일본을 좋아하는데, 문화적으로 일본의 문화를 좋아하다가 반한 감정을 가지는 것과는 달리 제국주의를 실천했기 때문에 이에 희생당한 한국을 싫어하고, 반대로 가해자인 일본을 좋아하는 양상을 띤다. 토니 마라노(Tony Marano)와 같은 유튜버들은 한국을 싫어하는 동시에 일본을 와패니즘적으로 좋아하기도 한다.
2018년 미국은 한국을 싫어하는 나라 5위에 들기도 했다. 한국을 싫어하는 나라들은 순서대로 일본, 중국, 북한, 인도네시아, 미국이었다.
2024년에서 2025년경 미국에서는 혐한과 관련된 챌린지가 열풍을 불기도 했다. 조니 소말리가 바이럴을 만든 덕에 블랙 데이브나 아이스 포세이돈 등의 유튜버들이 한국에서 혐한 발언을 하거나 도발을 하는 모습을 보였다. 주 모습은 한국에 들어와 난동을 부리거나 위안부를 모욕하는 발언을 하는 모습을 한다.

### 아르헨티나
아르헨티나에서는 한인들이 '착취자' 라는 오명을 쓰고 있다. 2006년 한국인들은 아메리카에서 유대인의 강력한 경쟁자로 떠올라 '아시아의 유대인'이라는 별명을 가지기도 했는데, 이 때 극강의 노동 착취를 통해 '노동 착취로 돈 버는 비인간적 소수 민족'이라는 이미지가 씌워져 혐한 분위기가 짙어지기도 했다. 또한 언론에서 한인 사회가 불법 체류자의 온상으로 비쳐지게 했는데 한국인의 성공이 노동 착취와 탈세로 이룬 죄악처럼 인식되게 하였다. 아르헨티나의 불법 체류자들도 존재해 한국에 대해 반한 감정이 짙다. 한국인들이 운영하는 가게에서는 "나는 스페인어를 모른다" 라고 하면서 조사를 거부하는 사람들도 있었고, 이때문에 아르헨티나 언론에서 "스페인어는 몰라도 착취하는 방법은 잘 아는 한국인" 이라고 비꼬기도 했다. 또한 폭로 기관지로 유명한 클로니카는 한 한인이 소유한 호화 주택에서 같은 동포로부터 훔친 장물 일부가 발견됐다고 크게 보도하기도 해쓰며, 한국인의 아르헨티나 뿐만 아니라 남미에서의 이미지가 추락하였다. 한인촌 지역에서 한국인들을 비난하는 유인물이 살포되기도 했으며 그 내용은 주로 '새로운 삶의 터전을 열어줬더니 오히려 라틴 아메리카 사람들을 착취하고 있다', '저임금 노동을 강요하는 한국인들에게 본때를 보여주자', '한국인 집에서 옷뭉치가 나오면 즉시 고발하자' 와 같은 내용들이 주를 이루었다. 그러나 이것이 실제로 누군가의 이간질이라는 주장도 있었으며, 경쟁자였던 유대인들의 소행이라는 말도 있었다.

### 칠레
칠레 주재 한국 외교관이 칠레의 여학생들을 성추행한 사건이 있었는데, 칠레의 시사고발 방송으로 폭로되었다. 그러나 외교관 면책 특권으로 현지에서 처벌받지 않고 한국으로 송환되었고, 이때문에 칠레 내 혐한 분위기가 조성되기도 했다.

## 유럽

### 프랑스
프랑스 역시 한국에 대해 반한 감정을 가지기도 했다.
프랑스에서 가장 큰 반한 감정 중 하나로, 개고기 문화를 둔 논쟁이 있었다. 브리지트 바르도의 이야기가 가장 유명한데, 이후 손석희와의 라디오 토론에서 "한국 같은 문명국이 왜 개고기를 먹는지 모르겠다" 라고 발언하기도 했다.
2020년 비르지니 프라델은 코로나바이러스감염증-19 유행 당시 한국의 대처를 보고 '반민주적이고 개인의 자유를 무시하는 정책', '중국은 디지털 감시와 시민 억압 기술을 개발했으며, 한국도 이를 따라하고 있다'라고 하였고, 프랑스에 반한 감정이 퍼지게 된 계기가 되기도 했다. 이러한 발언은 프랑스에서 반박이 되기도 하였다.

### 독일
올림픽 때 독일과 한국전이 있었다. 그 때 한국인들이 독일을 나치라고 표현하여 전범국이라는 험한 말을 하여 반한감정이 생긴 것으로 추정된다. 2013년 BBC에서 조사한 25개국의 2만여 명에게 조사한 자료에 따르면, 독일의 대한민국에 대한 인식 기록은 일본보다 더 부정적이었으며(참고로 65%이고, 1000여명 중 약 650명만 부정적), 동시에 세계에서 가장 부정적으로 한국을 바라보고 있는 국가 중 하나였다. 실제로 독일에서는 한국인을 향한 인종차별 범죄를 보이기도 했다. 2011년 7월, 마그데부르크에서 한국 여성이 독일 여성에게 묻지마 폭행 범죄를 당하기도 했다. 당시 폭행을 저지른 독일 여성은 한국인을 향해 눈이 작다고 외치며 한국 여성에게 담배꽁초를 던지며 폭행을 가했으며, 목을 조르기도 했다.
일본 온라인 뉴스사이트 비즈니스저널에서는 독일의 혐한이 일본의 혐한보다 심하다는 것을 지적했다. 이것은 앞서 BBC에서 제출한 통계 자료에서 나타난 것인데, 독일인이 한국을 싫어하는 원인을 분석하지 않았으나 2014년 조사 자료와 2017년 조사 자료 역시 부정 평가가 긍정 평가보다 앞서 있는 것을 보고 비즈니스저널에서 여러 가지 이유를 제시했다.
이들은 우선 한국인의 무질서하고 거친 국민성, 경제지상주의, 분단 상황, 독일 수출을 위협하는 한국 기업 등을 꼽았다. 또 여러 인터뷰를 통해 독일의 혐한 분위기를 조사하기도 했는데, 독일에 사는 일본 여성 중 한 명은 독일 사람들은 경제지상주의를 드러내는 한국 기업의 이미지를 좋아하지 않으며, 통일을 이룬 독일 입장에선 여전히 분단 상황인 한국에 대해 '문제가 있다', '미성숙한 국가, 불안정한 국가'라는 인상을 갖는 경향이 있다고 말했다. 또 비즈니스저널이 분석하기엔 1960년대의 한국은 독일의 원조를 받아 경제발전을 이뤘는데, 2010년대 한국 기업이 독일의 수출을 위협하고 있으니 독일 입장에선 은혜를 원수로 갚는 것처럼 보일 수도 있다고 지적했다. 또한, 독일에서는 민족주의를 경멸하고, 민족주의 성향이 강한 한국과 이념적 차이 때문에 한국에 대한 반감이 심한 것으로 조사되었다.
독일에서는 전 세계의 전쟁 상황이 한국에 책임이 있다고 생각하는 경향이 있다. 독일의 역사에 따르면 이들은 세계대전에서 패한 후 1950년대부터 한국이 통일이 되지 않은 21세기에서도 여전히 전쟁 상태이며 냉전을 격화시킨 국가로 지목되기도 한다. 이것은 러시아-우크라이나 전쟁도 포함된다. 더불어 이미 대부분의 나라들은 자신들의 이념을 정했지만, 한국은 아직도 1950년 상태에 그대로 머물러 있다고 생각하여 "발전이 없는 국가", "미래가 없는 국가" 등으로 묘사되곤 한다. 실제로 한눈에 보는 세상 – Kurzgesagt는 대한민국을 향해 "미래가 없다" 라고 말하기도 하였다. 한국의 사회학자들을 포함하여 많은 사회학자들은 출산율의 저하를 전 세계의 인구 과잉으로 인한 현상으로 지목하고 곧 정상화될 것이라고 하였지만, 이러한 심층 연구를 무시했다는 비판을 다른 국가에서도 지적하였다.
반면 독일의 신나치주의 성향의 사람들은 한국에 호감을 가지기도 하는데, 대표적인 이유로는 한국은 독재자를 통해 경제가 발전된 나라이며, 분단되어 있기에 오히려 인프라의 구축이 쉽다고 생각하는 것이다. 다른 나라에 대한 환상을 가지고 있는 것이기에 독일에서 한국의 이미지가 덩달아 나빠지기도 한다. 또 독일의 과거사 반성의 영향이 오히려 한국을 싫어하게 만드는 경우도 많다.
독일은 일본을 가장 좋아하는 나라 중 하나로 집계되는데, 대표적인 이유는 일본이 독일과 아주 친밀하며 일본이 "아시아의 독일", 독일이 "유럽의 일본" 이라고 불린다.(과거사와 관련되어, 그리고 현 독일과 프랑스가 일본과 매우 친밀하기에 영국은 상대적으로 한국에 대해 친밀하다) 일본에서 적었던 혐한 기조의 문건들이 독일에 알려졌기 때문에 그런 것으로 알려졌다. 이러한 묘사는 한국에서 영화 택시운전사로도 알려졌다. 또다른 이유로 독일에서 과거사에 대한 반성을 주입식 교육으로 하기 때문에 그에 대한 반발이 생겨나 오히려 일본을 광적으로 좋아하게 된다고 분석되었다. 이 때 한국을 싫어하는 것은 외려 식민지배를 당한 국가들을 싫어하게 하는 것이기 때문에 폴란드, 아일랜드 등의 나라들을 혐오하는 것을 포함한다.
많은 경험자와 조사단체에 따르면, 독일은 지성주의와 공동체주의적인 분위기를 가지고 있다. 이들은 작은 지식마저도 습득하려 노력하는 모습으로 나타난다. 그러나 한국에서는 이와 정반대로 반지성주의와 이기주의가 팽배해 있어, 이것이 독일인들과 이념 차이로 발생하는 혐한이기도 하다. 이 외에도 독일인들은 질서와 규칙을 지키는 것을 좋아하는데, 무질서와 거친 것을 좋아하는 한국 사람들과 상극이기 때문에 많은 부분에서 반감을 일으키는 것으로 알려졌다.
문화면에서도 한국은 스포츠나 게임, 자신의 작품 등에 정치적인 메세지를 가지고 오는 것을 대수롭지 않게 생각하지만 독일은 이러한 것을 매우 경멸하며, 법적으로도 금지되어 있다. 정치적인 것을 평범한 곳으로 가져오는 것이 세계적으로 금지된 사안이긴 하지만 독일이 이러한 부분이 아주 강하다. 반면 한국에서는 폭력적인 것을 용인하는 반면, 성적인 것은 검열하려는 시도가 강하지만 독일은 이와 정 반대이기도 하며 두 국가의 관념 차이가 뚜렷하다.
독일인들 중 일부는 인종차별을 일삼기도 한다. 2020년, 한국인을 향해 누군가가 성희롱을 한 사건이 있었으나 피해자가 경찰에 신고했음에도 되려 "한국같은 작은 나라에서 왔다면 참을 줄 알아야 한다" 라고 대답한 경찰관이 있었으며 다음해인 2021년 독일의 바이에른3 라디오 채널의 한 진행자 마티아스 마투쉬케는 방탄소년단을 코로나바이러스감염증-19로 표현하며 콜드플레이의 음악을 부른 방탄소년단에게 '신성 모독'이라고 말하는 사건이 있었다. 미국에서의 일부 반한 감정과 같이, 케이팝에 대한 반감에 따른 것이다. 그 외에도 유명 유튜버 JAY G 역시 랜덤채팅을 하는 도중 인종차별을 당하기도 하는데, 상당수가 독일 국적이기에 문제가 되기도 했다.

### 러시아 연방
2022년 러시아-우크라이나 전쟁 사건으로 러시아가 한국을 비롯한 주요국들을 비우호국가로 지정했다고 하며, 대부분의 국가들은 우크라이나를 지지했다는 이유였다.

### 우크라이나
우크라이나는 본래 한국과 별다른 감정 없이 지냈지만, 2022년 러시아-우크라이나 전쟁으로 큰 갈등이 생기게 되었다. 우크라이나 사람들에게 있어서 이것은 이념 분쟁의 연장선이며, 이것의 세계적인 시작점은 한국 전쟁이라고 생각하고 있다. 실제로 독일과 같은 몇몇 나라들은 한국 전쟁을 진정한 냉전이나 신냉전의 시작으로 보거나 제 3차 세계대전의 시작으로 보고 있기도 하며, 이것의 연장선으로 전 세계에서 일어나는 분쟁들이 한국 전쟁에서 비롯되었고 그 사건을 수습하지 않는 한국 때문에 전 세계인이 피해를 보고 있다고 파악하곤 한다.
독일 베를린에 거주하는 유명 성소수자 유튜버 야큡과 비탈리는 방송 중 한국을 언급하면서 개고기에 대한 농담을 꺼낸 적이 있다.

## 기타 지역
서양의 일부 네티즌들은 한국인들의 행동 때문에 반한 감정을 가지는 경우가 생긴다. 욱일기에 대한 정보를 알리기 위해 여러 사람들에게 정보 공유를 했지만 분명히 욱일기가 아님에도 과격한 언사로 공격을 하는 경우가 있어, 꽃게와 같은 생물을 보면서 소스라칠 것이라고 조롱하기도 한다. 실제로 햄버거의 포장지에 그려진 꽃게 그림을 보고 욱일기를 형상화했다는 비난을 하는 등의 도를 넘은 모습을 보인 사례가 있다.

### 대한민국
대한민국 내에서도 반한 감정이 생기기도 한다. 다른 지역과 다르게 자기혐오가 심하다. 대표적으로 헬조선이라는 단어가 유행어로 사용된 적이 있는데, '한국이 지옥에 가깝고 전혀 희망이 없는 사회'라는 의미이다. 대체적으로 사회적인 문제가 많다고 생각해 다른 나라들은 한국보다 낫다는 생각에서 기원한다. 간혹 다른 한국인들이 저지른 만행을 보며, 한국 사회가 희망이 없다고 단정짓는 경우도 존재한다. 정치적인 문제로도 생기기도 한다. 자기 자신들에게 반 감정이 있는 국가는 전 세계적으로 한국이 유일하며, 자신의 나라를 자조적으로 비하하여 이르는 말들이 일상적으로 광범위하게 쓰이기도 하는 것이 특이하기 때문에 해외 교수들의 연구가 있기도 했다. 이는 중국, 일본, 수단, 몽골, 필리핀 등 다른 국가들에 비해 초라한 역사를 가지고 있기 때문에 국민들의 국가적 자부심이 매우 부족하기 때문이며, 세계 국가 중에서도 확실히 약소국에 위치해 있어 그로 인해 사회적으로 받게 된 스트레스를 다른 약소국들에게 풀지 않고 자조적으로 화살을 돌리며 "한국인들은 멍청하다" 라고 하기 때문이라고 한다. 이는 "한국 사회의 국가적 엉클 톰 현상, 즉 국가적 반지성주의이다"라고 지적하였다. 이렇게 말한 것은 대부분 일빠나 중빠를 비롯한 해외빠 극우들이 원인이며, 대한민국을 비롯한 징병제 국가에서는 항상 국까 성향이 나오는 것보다도 징병률이 사실상 1위라는 문제 때문에 국까가 심하게 나온다.

### 북한
조선민주주의인민공화국에서도 물론 반한감정이 생긴다. 북한에서는 한국산 물품과 컨텐츠를 김정은의 지시로 차단/압수하고 있으며 K-POP과 남한드라마 시청도 역시 선정적이고 개인(자유)주의적 내용이 나오기 때문에 당국에서 철저히 통제하고 있다. 특히 불법전단 살포, 집단탈북, 합동군사훈련, 김부자비방 등으로 양국관계가 악화될 때마다 혐한정서가 심해진다. (실제로 2020년 6월 전국적으로 반한시위가 있었으며 결국 공동연락사무소를 폭파시켰다.)

### 한국 내 외국인
한국에 입국한 외국인들 중 혐한 성향을 가지게 되는 외국인들도 존재한다. 한국에 동화되어 살아가는 외국 국적 인구도 많으며, 그 일부는 한국에 귀화되어 한국인으로서 살아가지만, 한국에 일이나 사업 목적으로 정착하게 된 외국인들 중 일부는 환멸을 느끼고 혐한이 되기도 한다. 한 예로 크로아티아 국적 유명인인 가브리엘은 가짜 사나이 촬영 이후 미국으로 이민을 갔는데, 그 이후 미국에 대한 과도한 찬양과 극렬한 혐한 성향을 가지게 되었다. 이 과정에서 레딧에 한국에 대한 부정적인 경험을 영어권 화자들에게 공유하기도 했다. 그러나 한국 여성의 35%가 성매매 경험이 있다고 하는 등 근거 없는 발언도 있었으며 한국인을 동물로 묘사하거나, 선사 시대에서 문화가 발전되지 않은 국가로 묘사하는 등 비판이 아닌 비난에 가까울 정도로 도가 지나친 언사가 많아 문제가 되기도 했다.

## 전 세계
2021년부터 중화인민공화국과 베트남에서 개고기 식용을 마지막으로 폐지했기 때문에, 전 세계에서 개고기 문화가 유일하게 남아있는 국가는 한국 뿐이다. 한국의 개고기 문화와 고양이고기 문화는 전 세계에서 유일하며, 도살 방법도 매우 잔혹하여 전 세계인들의 비난을 받고 있다. 세계인들이 한국의 개고기 문화를 저지하기 위해 SK나 삼성, 기아, 현대 등의 대기업에게 전 세계적인 불매운동이 이뤄지기도 했다.
한국인들의 우월적 태도가 반한 감정을 불러일으키기도 한다.

### 분쟁 가능성 지역
한국이 무기를 수출하는 지역은 대부분 시위가 일어나는 분쟁 지역이라는 점이 있는데, 주로 동남아시아 지역과 중동 지역이라는 점이 큰 비중을 차지한다. 이들 중 필리핀과 인도네시아가 한국산 무기를 가장 많이 수입하는 국가들인데, 필리핀은 지도자인 마르코스가 국민들을 탄압하는 독재자이기도 하며, 인도네시아는 분리 독립을 요구하는 웨스트파푸아 주민들을 군사력과 경찰력으로 탄압하고 있다는 점이 있다. 아랍에미리트, 이집트 등의 중동 국가들도 한국산 무기를 주로 사들이는 지역인데, 이들 국가들 역시 민주주의 국가가 아니면서 2015년 예멘 내전에 깊숙하게 개입하고 있다. 더불어 한국은 우크라이나의 전시 상황을 틈 타 폴란드 등 동유럽 국가들로 한국산 무기를 수출하고 있다. 이러한 대한민국의 기회주의적 제국주의 행위가 분쟁 국가들의 반한 감정을 부추기고 있다.
오마이뉴스의 이용석 기자는 이러한 나라에 수출된 무기는 전쟁이나 분쟁에 쓰이거나 자국민을 군사적으로 탄압하는 용도로 활용될 가능성이 매우 높다고 말함과 동시에, 대한민국이 '전쟁 피해국' 이라는 이미지를 확립하기 시작했지만, 현대 시대에는 이에 반하여 직접 다른 국가나 민족을 침략한 것은 아니라고 해도 사람들을 죽고 다치게 하는 일과 민주주의를 파괴하고 전쟁 피해를 확산시키는 일에 동참하는 일을 하고 있다고 말했다. 한국은 분쟁이나 전쟁 가능성이 농후한 지역, 자국민을 상대로 군사작전을 벌이는 비민주주의 국가에 무기를 판매하는 것에 대해 많은 사람들이 분노하기도 했다.

### 한류에 반대하는 사람들
한편으로는 한류에 반대하는 사람들이 반한 감정을 가지기도한다. 이것은 브리티시 인베이전과 같은 현상으로, 한 나라의 문화가 세계적 열풍을 일으킬 때 그에 대한 반발심에서 나타나는 것이다. 이슬람 국가들 역시 대장금 등 여러 드라마를 통해 오랜 시간동안 한류에 대한 좋은 인식을 쌓아왔지만, 2020년대 기준으로 위협으로 느끼고 있다. 튀르키예에서는 중국의 예시를 들며 한류를 규제할 이유가 충분하다는 주장이 나왔는데, 한류를 좋아하는 여학생 셋이 한국에 가겠다는 이유로 가출하는 사건이 발생하였던 것을 시작으로 케이팝에 대한 규제를 두고 격렬한 논쟁이 벌어졌다. 이란, 인도네시아 등 무슬림의 비율이 높은 나라들에서도 케이팝에 대한 논쟁이 계속되고 있다. 보수적인 국가들에서는 'K컬처'가 전통과 도덕을 위협하는 독극물로 간주된다.
한국의 엔터테인먼트 산업을 비판하는 사람들도 혐한 감정을 갖기도 한다. K-pop 장르에 종사하는 음악가나 가수들, 한국 영화나 대한민국의 텔레비전 드라마에서 배우로서 활동하는 사람들이 심각한 인권 위협에 처해 있다는 점에서 반한 감정을 갖기도 한다.

## 반한감정이 생기는 이유
반한감정이 생기는 이유는 여러 가지가 있지만, 대표적인 이유를 간단히 정리했다.
1. 한국에서 흑인과 동남아시아인들을 차별하는 경우로 인해 반한감정이 생기는 경우가 있다.
2. 역사적 또는 정치적인 이유로 반한감정이 생기는 경우가 있다.
3. 친중, 친일주의자들에 의한 혐한감정도 있다.
4. 백인 우월주의에 인한 반한감정이 나타나는 경우가 있다.
5. 한국에서 백인을 미의 기준으로 보는 문화로 인한 반한감정이 나타나는 경우가 있다.
6. 한국이 난민 또는 이민자를 거의 잘 받지 않는 것으로 인한 반한 감정이 나타나는 경우가 있다.
7. 한국인이 동남아시아권 출신 불법 체류자에게 가혹하게 일을 시키거나, 급여를 횡령하는 등의 횡포로 인한 반한 감정이 나타나기도 한다. 이 때문에 동남아에서는 한국인들이 동남아시아 출신을 무시한다는 인식이 적지 않다.
8. 외국인의 출신 국가를 중요시 하고 출신 국가에 따라 달라지는 대우로 인해 반한감정이 생기는 경우가 있다. 대표적인 예로 외국인의 출신 국가가 미국이나 OECD국가 아니라면 차별대우를 하는 경우 흔하게 있고 어디서 왔는지 물어보는 경우가 정말 많다.
9. 사소한 오해 때문에 반한 감정이 생기는 경우가 존재한다. 한국에서는 타 인종에 대해 교류가 적어 피부색이 다르거나 생김새가 다르면 호기심에 쳐다볼 뿐이지만, 당사자들은 자신을 이상하게 보고 있다고 받아들일 수 있다.
10. 일부 한국인들의 만행 때문에 반한 감정이 생기기도 한다. 예를 들어, 타국의 게임 서버에 들어가 정치적으로 문제가 될 만한 소재를 꺼내들기도 한다. 해외의 여러 관광지에서는 낙서하지 말라는 경고문에 한국어를 적어놓기도 한다. 공공 레스토랑과 같은 곳에서 향이 강한 한국 전통음식들을 가지고 와 민폐를 끼치는 경우도 존재하며 심한 경우, 식당에서는 한국인은 받지 않겠다는 선언까지 하게 된다. 참으로 창피하지 않을 수 없다.
11. 범죄자의 국적을 가지고 그 국가 전체 사람을 범죄자 취급해서 반한감정이 생기기도 한다.
12. 한국의 약진과 한류에 대한 반발심
13. "한국기원설"이나 "공자 한국인설"같은 악의적 의도로 조작된 루머
14. 너무 과도한 국뽕

## 반한 감정에서 비롯된 멸칭

### 중국
- 가오리방쯔(高丽棒子) - 한국인에 대한 비칭이다.
- 얼구이쯔 (二鬼子) - 두 번째 쪽발이라는 뜻으로 일제와 함께 중국을 침략한 것에서 유래했다.
- 한방쯔, 한개 (韩棒子,韩狗) - 대한민국에 대한 비칭이다.

### 일본
- 쫑(チョン)
- 조센징 (쵸센진)(朝鮮人) - 의미 자체로 비하의 명칭은 아니었으나, 의도를 가지고 비칭으로 사용되는 경우가 종종 있다. 이는 "한국인들은 아직도 조선시대에 살고 있다" 라고 이르는 멸칭이기도 하다. 혐한+일뽕 성향의 한국인들도 사용하는 명칭이다. 물론 양국이 둘 다 잘한 것은 아닌 것도 있다.
- 도진 (土人) - 토인, 토착민, 미개인이라는 뜻으로 19세기 말에서 20세기 초 식민지로 전락한 한국(조선)의 후진성을 비꼬는 욕설이다.
- 도쿠아진 (特亞人) - 한국인과 중국인을 뭉뚱그려 지칭하는 욕설이다.

### 미국
- Gook - 한국인들이 미국을 지칭할 때 "미국" 이라고 발음한 것이 "Me gook" 이라고 들려 한국인들이 미국인들에 의해 Gook 이라고 불렸고 이것이 멸칭으로 자리잡았다.
- Kimchi - 김치 특유의 발효된 향이 지독하여 붙여졌고, "shit" 대용으로 사용되기도 한다.
- Plastic, Synth - 성형수술을 많이 한다는 것에서 착안된 멸칭이다. "한국인들은 인조로 만들어진 것 같다" 라는 뜻을 가지고 있다.

### 인도네시아
- jepang barat - "서쪽의 일본"을 뜻하는 말로, 한국이 일본의 식민지라는 말을 담고 있다.

### 대한민국
- 헬조선 - 한국에서 살기 힘들다는 것을 한국인들이 자조적으로 이르는 말이다.
- 빨갱이 - 한국인들 중 좌파 성향을 가진 사람들이나 조선민주주의인민공화국 사람들을 지칭하는 단어이다.
- 김치남/김치녀 - 한국인들이 "한국인 남성/여성들은 개념이 없다" 라는 의도로 이 단어를 자주 사용한다.
- 검은머리 외국인 - 한국계 교포임에도 불구하고, 한국의 장점만을 누리며 단점을 피하기 위해 외국에 "망명"나가있는 한국계 사람들을 향해 지칭하는 한국어 비칭이다.

## 같이 보기
- 한한령
- 인종 차별
- 반일 감정
- 반중 감정
- 2채널
- 재일인정
- 만화 혐한류
- 네토우요
- 일본의 우익단체
- 인천법
- 환국 (유사역사학)
- 한고조
- 쓰시마 불상 도난 사건